# Enrico I di Lovanio
Enrico I di Lovanio; in francese: Henri Ier de Louvain (ultimo decennio del X secolo – Bruxelles, agosto 1038) è stato un nobile fiammingo fu Conte di Lovanio, dal 1015 alla sua morte.

## Origine
Enrico, secondo il Gesta Episcoporum Cameracensium, liber III era figlio del Conte di Lovanio, Lamberto I e come conferma la Genealogica comitum Buloniensium di Gerberga di Lorena, che, secondo la Genealogica comitum Buloniensium era la figlia del Duca della Bassa Lorena, Carlo e della moglie Adelaide di Troyes (come conferma la Hugonis Floriacensis, Historia Francorum Senonensis), che era figlia del conte di Meux e conte di Troyes, Roberto di Vermandois.
Lamberto I di Lovanio, secondo gli Iacobi de Guisia Annales Hanoniæ era il figlio secondogenito del Conte di Hainaut, Reginardo III e della moglie, Adele d'Alvernia, che sempre secondo gli Iacobi de Guisia Annales Hanoniæ era contessa di Mons (Adela comitissa Montensis).

## Biografia
Nel 1012, dopo la morte del cognato, il Duca della Bassa Lorena, Ottone, privo di discendenza, suo padre, Lamberto I, sperava di potergli subentrare; invece il re di Germania e futuro Imperatore, Enrico II, assegnò il ducato a Goffredo II di Verdun, con cui Lamberto entrò in conflitto; secondo la Gestorum Abbatem Trudonensium Continuatio Tertia, con Lamberto si schierò il nipote, Reginardo V.
Lamberto morì combattendo a Florennes, come riportano le Gesta Episcoporum Cameracensium III (in campo Florinensi factum est bellum, ubi Lambertus comes caesus), combattendo contro il duca Goffredo II, come riportano le Gesta Abbatum Gemblacensium (commissa pugna in Florinis inter Lantbertum comitem, filium Ragineri Longicolli", et Godefridum ducem), il 12 settembre 1115, come riportato nella nota a margine delle Gesta Abbatum Gemblacensium.
Enrico, in quanto primogenito, succedette al padre nella contea di Lovanio.
A seguito della morte del padre, Lamberto I, secondo le Gesta Abbatum Gemblacensium, Enrico fece dono di una proprietà alla madre, Gerberga (Gerberga nobilissima), che, dopo la morte del marito, aveva fatto penitenza per espiare le colpe del defunto marito, con donazioni e preghiere.
Ancora secondo le Gesta Episcoporum Cameracensium III Enrico ed il cugino Reginardo continuarono la lotta contro Goffredo II di Verdun, sino a quando intervenne il vescovo di Cambrai, Gerardo I, che riuscì a mettere pace tra i belligeranti.
Nel 1029, Enrico secondo il documento nº 1 del Cartulaire de l’abbaye d’Orval (non consultato), sottoscrive una denuncia del vescovo di Treviri, Poppo von Babenberg.
Enrico morì nel 1038, come viene confermato dal Chronicon Sigeberti, riportato nel Recueil des historiens des Gaules et de la France. Tome 11, ucciso da un tale, Ermanno che era suo prigioniero; gli succedette il figlio, Ottone, a cui succedette lo zio, Lamberto.

## Matrimonio e discendenza
Della moglie di Enrico non si conoscono né il nome né gli ascendenti; Enrico dalla moglie ebbe quattro figli:
- Ottone ( † 1040 circa), Conte di Lovanio[13]
- Adelaide, di cui si ha notizia dalla Genealogica ex Stirpe Sancti Arnulfi descendentium Mettensis (Henricus filius Gerberge genuit Adeleidam, Chunegundem et Adelam[15])
- Cunegonda, di cui si ha notizia dalla Genealogica ex Stirpe Sancti Arnulfi descendentium Mettensis (Henricus filius Gerberge genuit Adeleidam, Chunegundem et Adelam[15])
- Adele, di cui si ha notizia dalla Genealogica ex Stirpe Sancti Arnulfi descendentium Mettensis (Henricus filius Gerberge genuit Adeleidam, Chunegundem et Adelam[15]).

## Ascendenza
|                                 |                     |                       | Genitori                 |  |  | Nonni |  |  | Bisnonni                |  |  | Trisnonni               |  |
|                                 |                     |                       |                          |  |  |       |  |  | Reginardo II di Hainaut |  |  | Reginardo di Lotaringia |  |
|                                 |                     |                       |                          |  |  |       |  |  | Reginardo II di Hainaut |  |  | Reginardo di Lotaringia |  |
|                                 |                     | Hersenda/Alberada     |                          |  |  |       |  |  | Reginardo II di Hainaut |  |  |                         |  |
| Reginardo III, conte di Hainaut |                     |                       |                          |  |  |       |  |  | Reginardo II di Hainaut |  |  |                         |  |
|                                 |                     | …                     | …                        |  |  |       |  |  |                         |  |  |                         |  |
|                                 |                     | …                     | …                        |  |  |       |  |  |                         |  |  |                         |  |
|                                 |                     | …                     | …                        |  |  |       |  |  |                         |  |  |                         |  |
| Lamberto I di Lovanio           |                     | …                     |                          |  |  |       |  |  |                         |  |  |                         |  |
|                                 |                     | Ugo I di Nordgau      | Eberardo III di Nordgau  |  |  |       |  |  |                         |  |  |                         |  |
|                                 |                     | Ugo I di Nordgau      | Eberardo III di Nordgau  |  |  |       |  |  |                         |  |  |                         |  |
|                                 |                     | Ugo I di Nordgau      | Adallind (Adelaide) (?)  |  |  |       |  |  |                         |  |  |                         |  |
| Adele d'Alvernia                |                     | Ugo I di Nordgau      |                          |  |  |       |  |  |                         |  |  |                         |  |
|                                 |                     | Ildegarda di Ferrette | …                        |  |  |       |  |  |                         |  |  |                         |  |
|                                 |                     | Ildegarda di Ferrette | …                        |  |  |       |  |  |                         |  |  |                         |  |
|                                 |                     | Ildegarda di Ferrette | …                        |  |  |       |  |  |                         |  |  |                         |  |
| Enrico I di Lovanio             |                     | Ildegarda di Ferrette |                          |  |  |       |  |  |                         |  |  |                         |  |
|                                 | Luigi IV di Francia | Carlo III di Francia  |                          |  |  |       |  |  |                         |  |  |                         |  |
|                                 | Luigi IV di Francia | Carlo III di Francia  |                          |  |  |       |  |  |                         |  |  |                         |  |
|                                 | Luigi IV di Francia | Eadgifu d'Inghilterra |                          |  |  |       |  |  |                         |  |  |                         |  |
| Carlo I di Lorena               | Luigi IV di Francia |                       |                          |  |  |       |  |  |                         |  |  |                         |  |
|                                 |                     | Gerberga di Sassonia  | Enrico I di Sassonia     |  |  |       |  |  |                         |  |  |                         |  |
|                                 |                     | Gerberga di Sassonia  | Enrico I di Sassonia     |  |  |       |  |  |                         |  |  |                         |  |
|                                 |                     | Gerberga di Sassonia  | Matilde di Ringelheim    |  |  |       |  |  |                         |  |  |                         |  |
| Gerberga di Lorena              |                     | Gerberga di Sassonia  |                          |  |  |       |  |  |                         |  |  |                         |  |
|                                 |                     | Roberto di Vermandois | Erberto II di Vermandois |  |  |       |  |  |                         |  |  |                         |  |
|                                 |                     | Roberto di Vermandois | Erberto II di Vermandois |  |  |       |  |  |                         |  |  |                         |  |
|                                 |                     | Roberto di Vermandois | Adele di Neustria        |  |  |       |  |  |                         |  |  |                         |  |
| Adelaide di Troyes              |                     | Roberto di Vermandois |                          |  |  |       |  |  |                         |  |  |                         |  |
|                                 |                     | Adelaide di Châlon    | Gilberto di Châlon       |  |  |       |  |  |                         |  |  |                         |  |
|                                 |                     | Adelaide di Châlon    | Gilberto di Châlon       |  |  |       |  |  |                         |  |  |                         |  |
|                                 |                     | Adelaide di Châlon    | Ermengarda di Borgogna   |  |  |       |  |  |                         |  |  |                         |  |
|                                 |                     | Adelaide di Châlon    |                          |  |  |       |  |  |                         |  |  |                         |  |

### Fonti primarie
- (LA)  Recueil des historiens des Gaules et de la France. Tome 11.
- (LA)  Monumenta Germaniae Historica, Scriptores, tomus VII.
- (LA)  Monumenta Germaniae Historica, Scriptores, tomus VIII.
- (LA)  Monumenta Germaniae Historica, Scriptores, tomus X.
- (LA)  Monumenta Germaniae Historica, Scriptores, tomus IX.
- (LA)  Monumenta Germaniae Historica, Scriptores, tomus XXV.
- (LA)  Monumenta Germaniae Historica, Scriptores, tomus XXX.1.